# Phoma sojicola
Phoma sojicola är en lavart som först beskrevs av Abramov, och fick sitt nu gällande namn av Kövics, Gruyter & Aa 1999. Phoma sojicola ingår i släktet Phoma, ordningen Pleosporales, klassen Dothideomycetes, divisionen sporsäcksvampar och riket svampar.   Inga underarter finns listade i Catalogue of Life.